# Walter Michael Ebejer
Dom Walter Michael Ebejer, O.P. (Dingli, 3 de agosto de 1929 - União da Vitória, 11 de junho de 2021) foi um bispo católico maltês emérito de União da Vitória.

## Vida
Filho de Joseph e Mary Josephine (Cutajar) Ebejer, Dom Walter nasceu em 3 de agosto de 1929 na cidade de Dingli, na Ilha de Malta (Mediterrâneo). Ingressou na vida religiosa dos Frades Dominicanos da Ordem dos Pregadores (OP), ainda em seu país, aos 16 anos, e após fazer o Noviciado, assumiu o nome de Frei Domingos. Estudou na Universidade de Oxford na Inglaterra, onde também fez sua Profissão Religiosa Perpétua e fez sua profissão religiosa em 01 de novembro de 1946 e recebeu a ordenação presbiteral em 24 de janeiro de 1954.
Dom Walter Ebejer chegou ao Brasil enviado como missionário em 21 de dezembro de 1957, quando foi trabalhar no interior do Estado de Goiás, nas cidades de Itapirapuã, Novo Brasil, e Fazenda Nova. Transferido para o Paraná, atuou também em várias cidades do Estado como: Faxinal (Norte do Paraná); Ponta Grossa; Matinhos (Litoral do Paraná), e na Capital, Curitiba.
Nomeado bispo em 3 de dezembro de 1976, Ebejer foi ordenado em 6 de março de 1977, através do arcebispo Carmine Rocco, núncio apostólico no Brasil, acompanhado do arcebispo de Curitiba Pedro Antônio Marchetti Fedalto, e do bispo de Ponta Grossa, Geraldo Pellanda. A cerimônia aconteceu no Estádio Ferroviário, com a participação de mais bispos do Paraná e de Santa Catarina, e no mesmo dia a Diocese de União da Vitória foi instalada. Seu episcopado concentrou-se na formação de líderes leigos e sacerdotes, com cursos de formação e seminário; expansão da comunicação da Diocese; apoio aos agricultores; e diversas ações sociais.
Em sua trajetória como bispo de União da Vitória, Dom Walter se dedicou amplamente na formação de seu clero e de novos sacerdotes. Criou o Seminário Diocesano Rainha das Missões, em 1984, onde atuou como Reitor e também professor, formando sacerdotes para a Diocese e para outras Dioceses do Brasil, que enviavam seminaristas; investiu na Escola Diaconal, formando Diáconos Permanentes para a Diocese, e na Escola de Teologia para Leigos dando formação ao Laicato.
Diplomado em Línguas (Inglês, Italiano e Latim, possuía grau acadêmico de Lente em Filosofia e Teologia e Mestrado em Teologia Dogmática. Em seu país lecionou língua e Literatura Inglesa e preparou alunos para exames em Oxford, na Inglaterra. No Brasil lecionou Teologia no Studium Theologicum e na Pontifícia Universidade Católica do Paraná, em Curitiba.
Apaixonado pelo Brasil como sempre dizia, mesmo depois de emérito não optou nem em voltar ao seu país de origem, nem em morar em uma Casa da Congregação dos Frades Dominicanos. Quis permanecer na Diocese onde doou sua vida como bispo por três décadas.
Ainda emérito, pregou diversos retiros, escreveu livros autobiográficos além de outras produções acadêmicas. Desde o início da Diocese, deu grande apoio ao jornal Diocesano Estrela Matutina, no qual até o momento vinha escrevendo artigos de formação dos Documentos Conciliares. Dom Walter foi também membro fundador da Academia de Letras Vale do Iguaçu, ALVI, em União da Vitória – PR.
Mesmo depois de sua renúncia como bispo diocesano, Dom Walter sempre se mostrou preocupado com o bom andamento da Diocese, tendo um relacionamento afável com os demais bispos, confiando suas preocupações e cuidado, em suas orações. Seu lema episcopal pelo qual viveu todo o episcopado foi: “Zelus Domus Comedit” – “O zelo pela casa de Deus me devorou”.
Tendo passado mal no dia 10 de junho de 2021, Dom Walter Michael Ebejer, foi internado no Hospital e Maternidade APMI, em União da Vitória onde veio a falecer na tarde do dia 11 de junho de 2021, por uma Septicemia não especificada, (infecção generalizada). Dom Walter morava em sua residência, no Jardim Brasília, em Porto União – SC, cidade gêmea a União da Vitória – PR, sede da Diocese.

## Obras
- Eu, meu Deus e minha mula
- A teoria platônica das formas
- Conversões ao catolicismo (dois volumes)
- Minhas lembranças missionárias